# Araneus microsoma
Araneus microsoma är en spindelart som först beskrevs av Banks 1909.  Araneus microsoma ingår i släktet Araneus och familjen hjulspindlar.
Artens utbredningsområde är Costa Rica. Inga underarter finns listade i Catalogue of Life.